# Bakrova skupina
V 11. (IUPAC) ali bakrovo skupino periodnega sistema elementov spadajo prehodne kovine baker (Cu), srebro (Ag) in zlato (Au). V 11. skupino spada zaradi svoje elektronske konfiguracije tudi rentgenij (Rg), ki po svojih lastnostih spada med radioaktivne transaktinoide s kratkimi razpolovnimi časi (njegov razpolovni čas je 3,6 s). Alternativno ime elementov bakrove skupine je "kovniške kovine", ker se uporabljajo za izdelavo denarja, čeprav se v ta namen v sodobnem svetu uporabljajo predvsem aluminij, svinec, nikelj, kositer, cink in nerjaveče jeklo.

## Zgodovina
Vse kovine iz 11. skupine razen rentgenija so poznane že od prazgodovine, ker se v naravi pojavljajo kot samorodne kovine in za njihovo pridobivanje niso potrebni nobeni metalurški postopki.

## Značilnosti
Elementi 11. skupine imajo tako kot elementi iz drugih skupin periodnega sistema podobne elektronske konfiguracije, predvsem na obeh zunanjih orbitalah, ki jim dajejo podobne kemijske lastnosti.
| Z   | Element   | Št. elektronov/orbitala |
| --- | --------- | ----------------------- |
| 29  | Baker     | 2, 8, 18, 1             |
| 47  | Srebro    | 2, 8, 18, 18, 1         |
| 79  | Zlato     | 2, 8, 18, 32, 18, 1     |
| 111 | Rentgenij | 2, 8, 18, 32, 32, 18, 1 |

Vsi elementi iz 11. skupine so relativno inertni in korozijsko obstojni in so dobri električni in toplotni prevodniki. Baker in zlato sta značilno obarvana.

## Uporaba
Kovine iz 11. skupine, predvsem srebro, imajo poleg monetarne in dekorativne vrednosti tudi druge lastnosti, zaradi katerih so uporabne v industriji. Vse so izredno dobri električni prevodniki. Srebro je sploh najboljši električni prevodnik, sledita pa mu baker in zlato. Srebro je tudi najboljši toplotni prevodnik med elementi in najbolj odbija svetlobo. Poleg tega ima nenavadno lastnost, da je motna prevleka, ki se tvori na srebru, še bolj električno prevodna od same kovine.
Baker se uporablja predvsem za proizvodnjo bakrene žice. V zahtevni opremi so zaradi korozijske odpornosti kontakti pogosto zlati ali pozlačeni. V zelo zahtevnih aplikacijah se za električne kontakte uporablja srebro. Srebro se uporablja tudi v fotografiji (ker srebrov nitrat pri osvetlitvi razpade na elementarno srebro), kmetijstvu, medicini in znanosti.
Zlato, srebro in baker so precej mehke kovine, ki se zlahka poškodujejo in obrabijo. V denarništvu se zato uporabljajo zlitine z drugimi kovinami, ki so trše in bolj toge in se zato manj obrabijo.
Zlati kovanci so običajno izdelani iz 90% zlata (na primer ameriški kovanci do leta 1933) ali 92% (22 karatnega) zlata (na primer spominski zlatniki in južnoafriški krugerrandi). Legirna elementa sta v obeh primerih srebro in baker. Kanadski spominski zlatniki iz serij Gold Maple Leaf so izdelani iz 99.999% zlata.
Srebrni kovanci so najpogosteje izdelani iz 90% ali 92,5% srebra (sterling silver). Legirni element je v obeh primerih baker.
Bakreni kovanci so pogosto zelo čisti, okrog 97%, z majhnimi dodatki cinka ali kositra.
Inflacija je povzročila, da je nazivna vrednost kovancev padla pod ceno same kovine, zato je večina sodobnih kovancev izdelana iz cenejših obstojnih kovin, na primer iz zlitine bakra in niklja v razmerju 80:20, ki ima srebrn sijaj, nikljeve medenine (75% bakra, 5% niklja in 20% cinka), manganove medenine (baker, cink, mangan in nikelj), brona (baker in kositer) ali galvansko prevlečenega jekla.